# Горячий камень
Горячий камень — философская сказка советского писателя Аркадия Гайдара. Последнее произведение Гайдара для детей.

## Сюжет сказки
Однажды мальчик по имени Ивашка Кудряшкин полез в колхозный сад за яблоками, но был пойман сторожем. К удивлению Ивашки, сторож — одинокий хромой старик, лицо которого было обезображено шрамом, — ему ничего не сделал, а просто отпустил.
Испытывая чувство стыда, Ивашка забрёл в лес и нашёл там странный горячий камень. Надпись на камне гласила, что тот, кто закатит этот камень на гору и разобьёт его там на части, тот начнёт жить сначала.
Ивашка увлёкся было, но, подумав, не захотел сам разбивать камень («Опять ходить в первый класс!..»). Пожалев старика-сторожа, мальчик решил вернуть ему молодость. Старик согласился, но сказал, что мальчик должен сам затащить камень на гору, а потом он придёт и разобьёт его.
На следующий день, надев огнеупорные рукавицы, Ивашка с трудом, но всё же сумел поднять камень на гору. Пришёл старик, осмотрел камень, но не стал его разбивать. Изумлённому Ивашке старик объяснил, что несмотря на тяжёлые испытания, которые ему пришлось пережить: — тюремное заключение за революционную деятельность, ранение во время Гражданской войны, голод, болезни и т. п., — жизнь его была счастливой, и он не хочет начинать её сначала.
С тех пор прошло много лет, а камень так и лежит на горе целый. Люди подходят к нему, смотрят и уходят.
Сам автор тоже приходил туда, но разбить камень тоже не захотел и ушёл своей дорогой.

## История создания и публикация
Сказка была написана незадолго до начала Великой Отечественной войны, в апреле 1941 года. В июле Аркадий Гайдар отправляется на фронт корреспондентом газеты «Комсомольская правда». В августе-сентябре в журнале «Мурзилка» (номер 8, 9) печатают сказку «Горячий камень». Философская составляющая сказки — неповторимость, неизбежные трудности и ошибки на пути постижения истины.

«В чтении его не было ни пафоса, ни декламации. Иногда он делал паузы, которые давали возможность пережить происходящее… Казалось, он не читал, а рассказывал о действительно случившемся и очень-очень для всех нас важном».— Из воспоминаний бывшего редактора журнала «Мурзилка» В.И.Семёнова о том, как Гайдар впервые читал ему «Горячий камень».
26 октября Гайдар погиб в бою. «Горячий камень» стал последним произведением автора, написанным для детей.

## Экранизации
В 1965 году был выпущен 16-минутный мультфильм Горячий камень, созданный на студии «Союзмультфильм». Режиссёр: Перч Саркисян. Сценарий: Анатолий Алексин. Оператор: Н. Климова. Художник: Перч Саркисян.
В 1973 году по мотивам рассказа был снят черно-белый 17-минутный фильм «Горячий камень». Производством занималась киностудия им. М. Горького. Режиссёром и автором сценария был Анатолий Никитин. В фильме снимались: Саша Симакин, Антонина Дмитриева, Геннадий Юхтин, Анатолий Веденкин. Премьера состоялась в 1974 году.
В 1992 году по мотивам рассказа был снят ещё один одноимённый короткометражный фильм. Производство ВГИК. Режиссёр и автор сценария: Сергей Юдин (II). Роли исполнили: В. Вадин, Александр Юдин, Г. Оссовская, Виктор Чаадаев, Александр Сажин.
В 2024 году по мотивам рассказа был снят короткометражный фильм (реж.Егор Бугаенко) -  см.Youtube - Горячий Камень | Hot Stone | короткометражный фильм | short film (2024) 